# Freedom From Religion Foundation
Freedom From Religion Foundation (FFRF) je americká nezisková organizace, která zastupuje ateisty a agnostiky v USA. FFRF byla založena v roce 1976 a prosazuje odluku církve od státu a zpochybňuje legitimitu mnoha federálních a státních programů, které jsou založeny na víře. Podporuje skupiny, jako jsou studenti bez vyznání a duchovní, kteří chtějí opustit svou víru.

## Historie
FFRF spoluzaložila Anne Nicol Gaylorová a její dcera Annie Laurie Gaylorová v roce 1976 a 15. dubna 1978 byla zaregistrována na celostátní úrovni. V roce 2012 organizaci podporovalo více než 19.000 členů a fungovala v budově z roku 1855 v Madisonu ve Wisconsinu, která kdysi sloužila jako církevní fara.
V březnu 2011 FFRF spolu s Richard Dawkins Foundation for Reason and Science (Nadací Richarda Dawkinse pro rozum a vědu) založila The Clergy Project, důvěrnou on-line komunitu, která podporuje duchovní, kteří opouštějí svou víru, a v roce 2012 udělila svůj první „Hardship Grant“ (příspěvek na pomoc v nouzi) Jerrymu DeWittovi, bývalému pastorovi, který opustil službu a připojil se k ateistickému hnutí.
FFRF poskytuje finanční podporu organizaci Secular Student Alliance, která má přidružené skupiny pro studenty bez vyznání na univerzitních kampusech.
V roce 2015 FFRF oznámila vznik Nonbelief Relief, spřízněné organizace, která získala a později se vzdala statusu federální organizace osvobozené od daní. Nonbelief Relief je humanitární agentura pro ateisty, agnostiky, volnomyšlenkáře a jejich příznivce. Nonbelief Relief byla vytvořena výkonnou radou FFRF s cílem napravit podmínky lidského utrpení a nespravedlnosti v celosvětovém měřítku, ať už jsou důsledkem přírodních katastrof, lidského jednání nebo lpění na náboženských dogmatech.

Nonbelief Relief neuspěla v soudním sporu s finančním úřadem USA, protože neměla dostatečnou způsobilost napadnout osvobození od daně podle formuláře 990, které se vztahuje na církve.

## Média a publikace

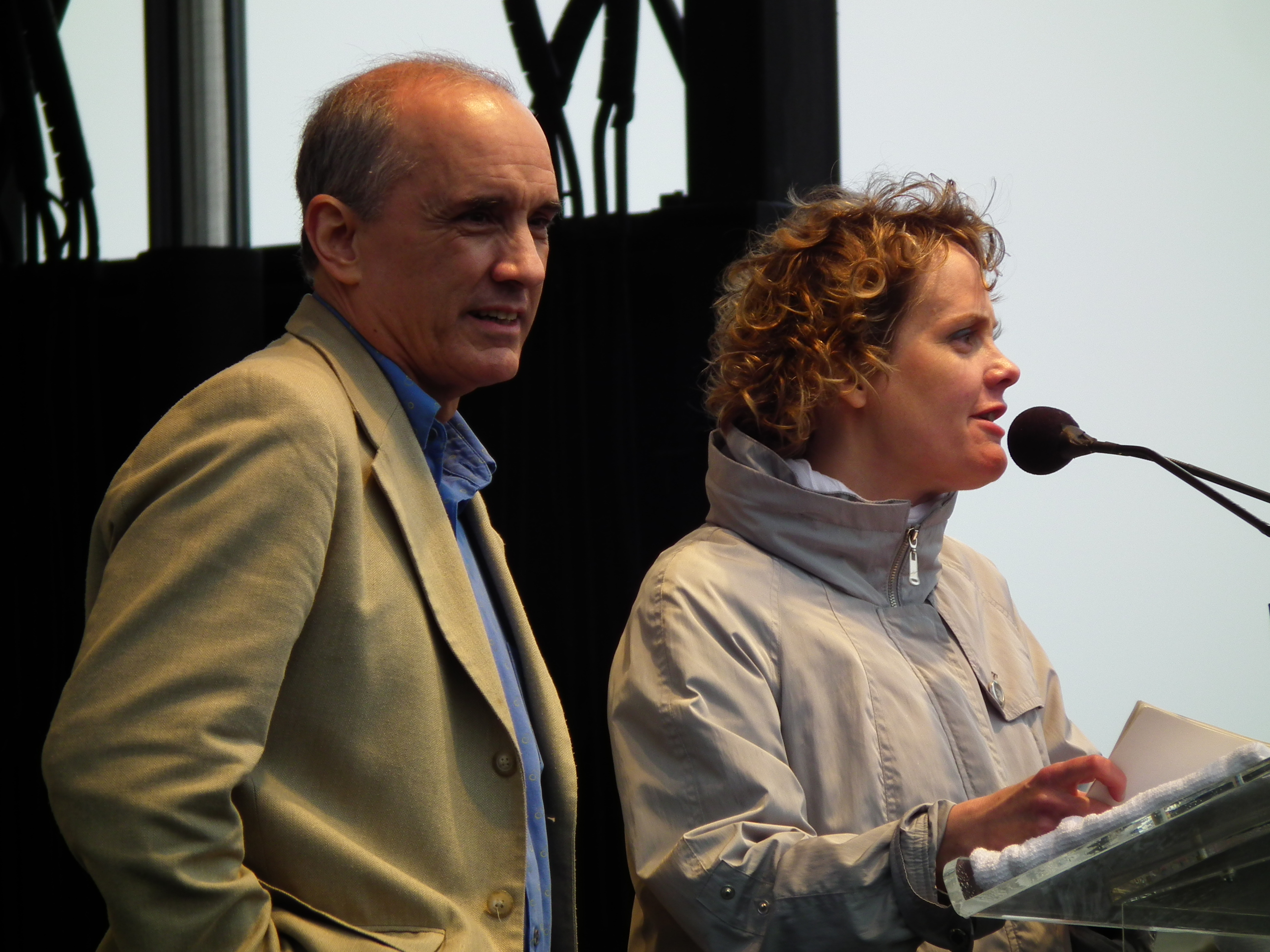
Dan Barker a Annie Laurie Gaylorová, spoluprezidenti FFRF, 2012

FFRF vydává desetkrát ročně noviny Freethought Today. Od roku 2006 FFRF jako Freethought Radio Network připravuje hodinový pořad Freethought Radio, který se vysílá živě na stanici WXXM-FM v sobotu v 18 hodin našeho času. Vysílal se také na stanici Air America, než tato služba v březnu 2010 ukončila provoz. Pořad uvádějí spoluprezidenti FFRF Dan Barker a Annie Laurie Gaylorová. Mezi pravidelné rubriky patří „Upozornění na teokracii“ a „Almanach volnomyšlenkářů“. Druhý jmenovaný pořad upozorňuje na historické volnomyšlenkáře, z nichž mnozí jsou také autory písní. V úvodu a závěru pořadu je použita píseň Johna Lennona „Imagine“, která má protináboženskou tematiku. Archiv podcastu je k dispozici na webových stránkách FFRF.
Annie Laurie Gaylorová, spoluprezidentka FFRF, je autorkou knihy Women Without Superstition: No Gods - No Masters (Ženy bez pověr: Žádní bohové - žádní páni) a literatury faktu o pedofilních skandálech duchovních Betrayal of Trust: Clergy Abuse of Children (Zrada důvěry: Zneužívání dětí duchovními) a editorkou antologie Woe to the Women (Běda ženám). Do července 2008 redigovala noviny FFRF Freethought Today.

Její manžel Dan Barker, autor knihy Losing Faith in Faith: From Preacher to Atheist (Ztráta víry ve víru), Godless: How an Evangelical Preacher Became One of America's Leading Atheists (Bezbožný: Jak se evangelický kazatel stal jedním z předních amerických ateistů.), The Good Atheist: Living a Purpose-Filled Life Without God (Dobrý ateista: Žít účelný život bez Boha), God: The Most Unpleasant Character in all Fiction (Bůh: Nejnepříjemnější postava v celé beletrii) a Just Pretend: A Freethought Book for Children (Prostě předstírejte: Volnomyšlenkářská kniha pro děti) je hudebníkem a skladatelem, bývalým letničním křesťanským kazatelem a spoluprezidentem FFRF.

## Soudní spory a problémy

### Sociální programy

#### Sociální služby
V červnu 2004 FFRF napadla ústavnost Úřadu Bílého domu pro náboženské a komunitní iniciativy. Nadace ve své stížnosti tvrdila, že „použití peněz přidělených Kongresem podle článku I oddílu 8 na financování konferencí, které pořádají různé agentury výkonné moci na podporu „náboženských a komunitních iniciativ“ prezidenta Bushe“, je v rozporu s prvním dodatkem. V žalobě tvrdila, že žalovaní úředníci porušili doložku o zřízení tím, že pořádali celostátní a regionální konference, na nichž jsou údajně „vyzdvihovány organizace založené na víře jako zvláště hodné federálního financování kvůli jejich náboženské orientaci a víra v Boha je vyzdvihována jako rozlišovací znak údajné účinnosti sociálních služeb založených na víře.“ FFRF rovněž tvrdila, že „žalovaní úředníci se zapojují do nesčetných aktivit, jako jsou veřejná vystoupení a projevy, po celých Spojených státech, jejichž cílem je propagovat a obhajovat financování organizací založených na víře.“[20] FFRF dále tvrdila, že „prostředky Kongresu jsou používány na podporu aktivit žalovaných.“

V roce 2007 Nejvyšší soud rozhodl v poměru 5:4, že daňoví poplatníci nemají právo napadat ústavnost výdajů vynaložených výkonnou mocí.
V květnu 2007 FFRF jménem daňových poplatníků státu Indiana napadla vytvoření pilotního programu kaplanů pro Správu rodinných a sociálních služeb Indiany (FSSA). FSSA zaměstnala v roce 2006 baptistického pastora Michaela L. Lathama s platem 60.000 dolarů ročně. V září 2007 Indiana v reakci na žalobu FFRF program ukončila.

#### Zdravotní péče

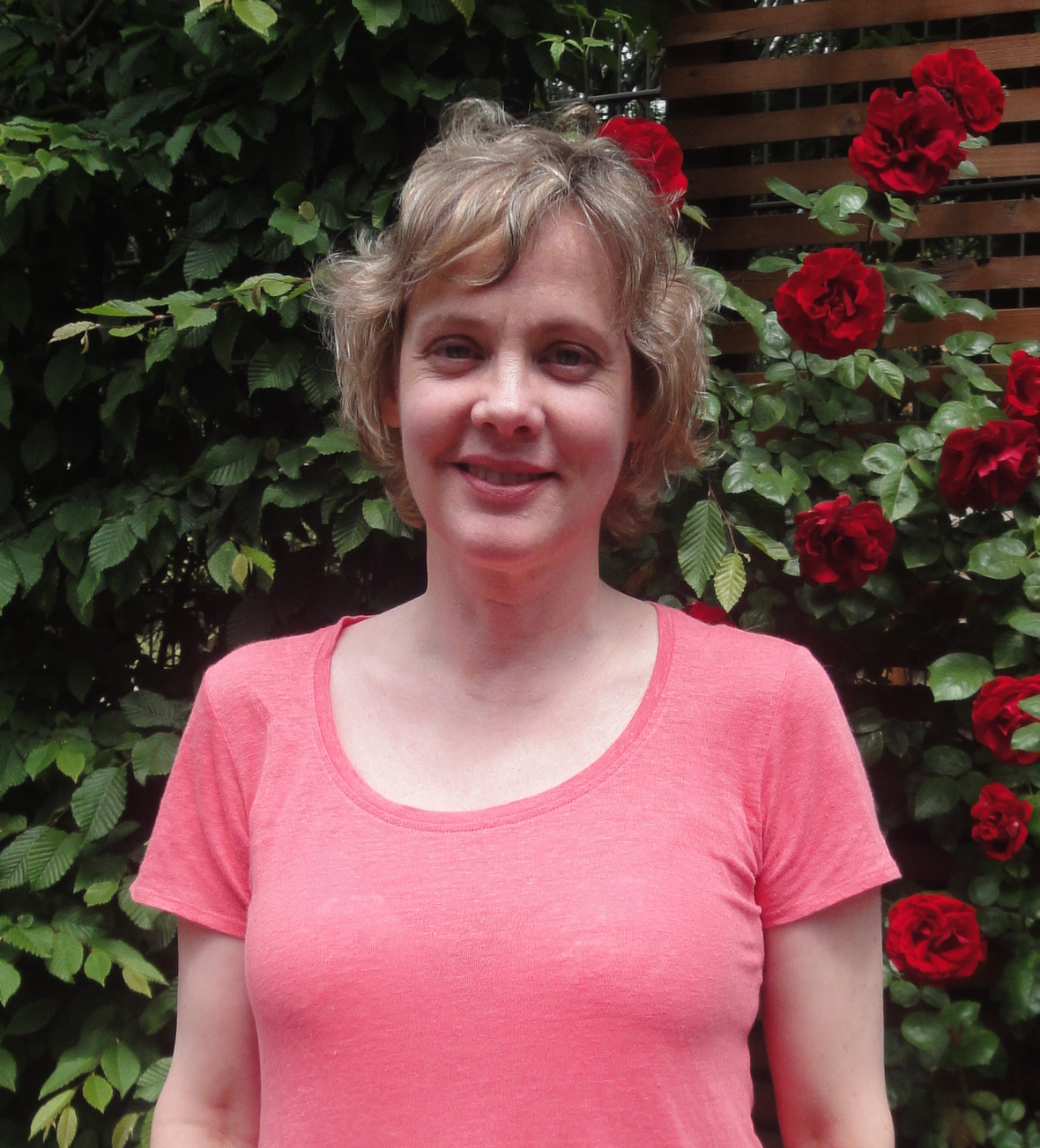
Annie Laurie Gaylorová, 2012

V dubnu 2003 FFRF jménem obyvatel Montany zažalovala montanský úřad pro venkovské zdravotnictví a jeho výkonného ředitele Davida M. Younga spolu s montanskou státní univerzitou v Bozemanu a montanským nábožensko-zdravotnickým družstvem s tím, že Young zvýhodňoval náboženské farní ošetřovatelské programy při financování státem.

V říjnu 2004 federální okresní soud pro Montanu rozhodl, že „přímé a přednostní financování státem (...) náboženských farních ošetřovatelských programů bylo podniknuto za nepřípustným účelem a má nepřípustný účinek zvýhodňování a podpory integrace náboženství do poskytování sekulárních zdravotnických služeb.“ Podle soudu státní financování zdravotní péče založené na víře bylo v rozporu s prvním dodatkem.
V dubnu 2006 podala FFRF žalobu proti všudypřítomné integraci „spirituality“ do zdravotní péče ministerstvem pro záležitosti veteránů. Konkrétně uvedla, že praxe dotazování pacientů na jejich náboženství při duchovním hodnocení, využívání kaplanů k léčbě pacientů a programy léčby drogové závislosti a závislosti na alkoholu, které zahrnují náboženství, porušují odluku státu a církve.

Případ byl později zamítnut.

#### Vzdělávání
V roce 2001 zažaloval FFRF jménem anonymních žalobců školský okres Rhea County v Tennessee. Žalobci tvrdili, že se na základních školách konají týdenní biblické hodiny pro všechny žáky bez rozdílu. V červnu 2004 potvrdil odvolací soud šestého obvodu rozsudek okresního soudu, který rozhodl, že je protiústavní, aby školní obvod „vyučoval Bibli jako doslovnou pravdu“, včetně žákům prvního stupně.

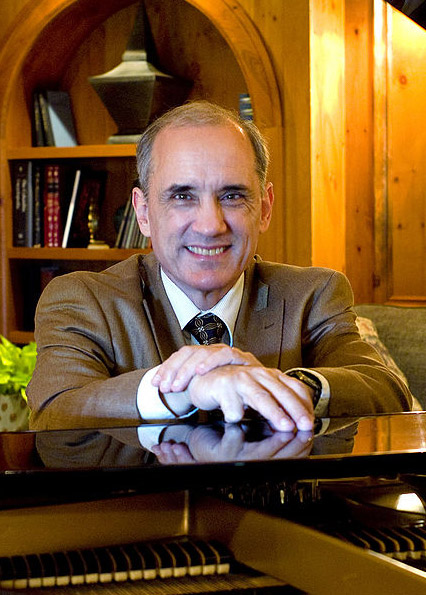
Dan Barker, 2010

V březnu 2005 podala FFRF žalobu na Minnesotskou univerzitu kvůli jejímu zapojení do Minnesota Faith Health Consortium (Minnesotského konsorcia pro zdraví víry), což je partnerství se seminářem, který je přidružen k Evangelické luterské synodě, a zdravotnické služby Fairview s tím, že prostředky státních daňových poplatníků pomáhají financovat organizaci založenou na víře. V září 2005 univerzita souhlasila s ukončením partnerství a s ukončením výuky „kurzů o propojení víry a zdraví“, přičemž FFRF souhlasila se stažením žaloby.
V dubnu 2005 podala FFRF žalobu na americké ministerstvo školství kvůli rozdělování finančních prostředků Aljašské křesťanské škole, biblické vysoké škole provozované Evangelickou církví úmluvy na Aljašce. Nadace uvedla, že v prvním roce studia na této vysoké škole studenti navštěvují pouze nábožensky založené kurzy a tento rok zakončují certifikátem biblických studií. Vysoká škola podle nadace „nenabízí tradiční vysokoškolské kurzy, jako je matematika nebo angličtina.“ V říjnu 2005 FFRF a americké ministerstvo školství žalobu urovnaly, přičemž ministerstvo školství souhlasilo s tím, že vysoké škole nebude přiděleno 435.000 dolarů z federálních fondů.
V článku Hemanta Mehty z prosince 2020 bylo nastíněno nedávné úsilí FFRF o omezení oficiální role pastora Marka Thorntona na Boise State University v Idahu. Dopis zaslaný personálním právníkem FFRF Chrisem Lineem obsahoval: „Fotbaloví hráči Boise State nemají žádné vládou uložené břemeno náboženství, takže není potřeba - ani legitimní právní důvod - aby jim Boise State poskytovala kaplana.“

Právní zástupce univerzity odpověděl následujícím způsobem: „Komunikujeme se sportovním oddělením, abychom poskytli určitou osvětu o této problematice a zajistili, že nyní i v budoucnu budou přijata opatření k vyřešení problému a stanovení příslušných ústavních hranic. Pan Thornton necestoval s fotbalovým týmem na náš nedávný zápas ve Wyomingu a univerzita již nebude zahrnovat kaplana do své cestovní skupiny. Písemné zmínky o panu Thorntonovi jako o kaplanovi fotbalového týmu byly nebo jsou v procesu odstraňování a v budoucnu nebudou žádné písemné ani jiné zmínky.“

Mehta pokračuje: Nic z toho neznamená, že studenti nemohou Thorntona vyhledat sami. Vždycky to mohli dělat svobodně. Ale Thornton tam nemůže - a neměl by - hrát žádnou oficiální roli.

#### Programy trestního soudnictví
V říjnu 2000 podala FFRF jako daňový poplatník ve státě Wisconsin žalobu proti společnosti Faith Works se sídlem v Milwaukee. V jejich žalobě bylo uvedeno, že program léčby závislostí založený na víře by neměl být využíván jako soudem nařízený léčebný program s využitím prostředků daňových poplatníků. V lednu 2002 bylo rozhodnuto ve prospěch FFRF, že přijímání statisíců dolarů z veřejných peněz je v rozporu s doložkou o zřízení (Establishment Clause). Soudce napsal: „Protože shledávám, že grant ministerstva pro rozvoj pracovních sil pro Faith Works představuje neomezené, přímé financování organizace, která se zabývá náboženskou indoktrinací, dospěl jsem k závěru, že tento finanční tok porušuje doložku o zřízení.“

V odvolacím řízení v dubnu 2003 sedmý obvod později rozhodl v neprospěch FFRF v užší otázce, zda vězni, kteří se z vlastní vůle připojují ke konkrétním náboženským programům, jsou nuceni k vládní podpoře náboženství.
FFRF podala žalobu proti udělení federálního grantu skupině MentorKids USA, která poskytuje mentory dětem vězňů, s tvrzením, že byli najímáni pouze křesťanští mentoři a že měli podávat měsíční zprávy o náboženských aktivitách dětí. V lednu 2005 soud zrušil financování této skupiny ze strany HHS s odkazem na to, že „federální prostředky byly programem MentorKids použity k podpoře náboženství v rozporu s doložkou o zřízení.“
V květnu 2006 podala FFRF žalobu proti Federálnímu úřadu pro vězeňství, v níž tvrdila, že jeho rozhodnutí financovat nejen programy založené na více náboženstvích, ale i programy založené na jednom náboženství, porušuje ústavní normy pro odluku státu a církve. Strany se později dohodly na zamítnutí této žaloby, ale další body žaloby, které tvrdily samostatné porušení, pokračovaly.

### Náboženství ve veřejné sféře

#### Otázky zaměstnanosti
V roce 1995 FFRF zažalovala stát Wisconsin za to, že Velký pátek označil za státní svátek. V roce 1996 federální okresní soud rozhodl, že velkopáteční svátek ve Wisconsinu je skutečně porušením prvního dodatku, protože v souvislosti s wisconsinským zákonem o velkopátečním svátku je „hlavním účelem zákona propagace křesťanství.“

#### Financování z veřejných prostředků
FFRF se postavila proti tomu, aby město Versailles ve státě Kentucky pomohlo církvi získat federální financování na vytvoření místního centra pomoci při katastrofách.

#### Náboženské projevy na veřejných prostranstvích a majetku

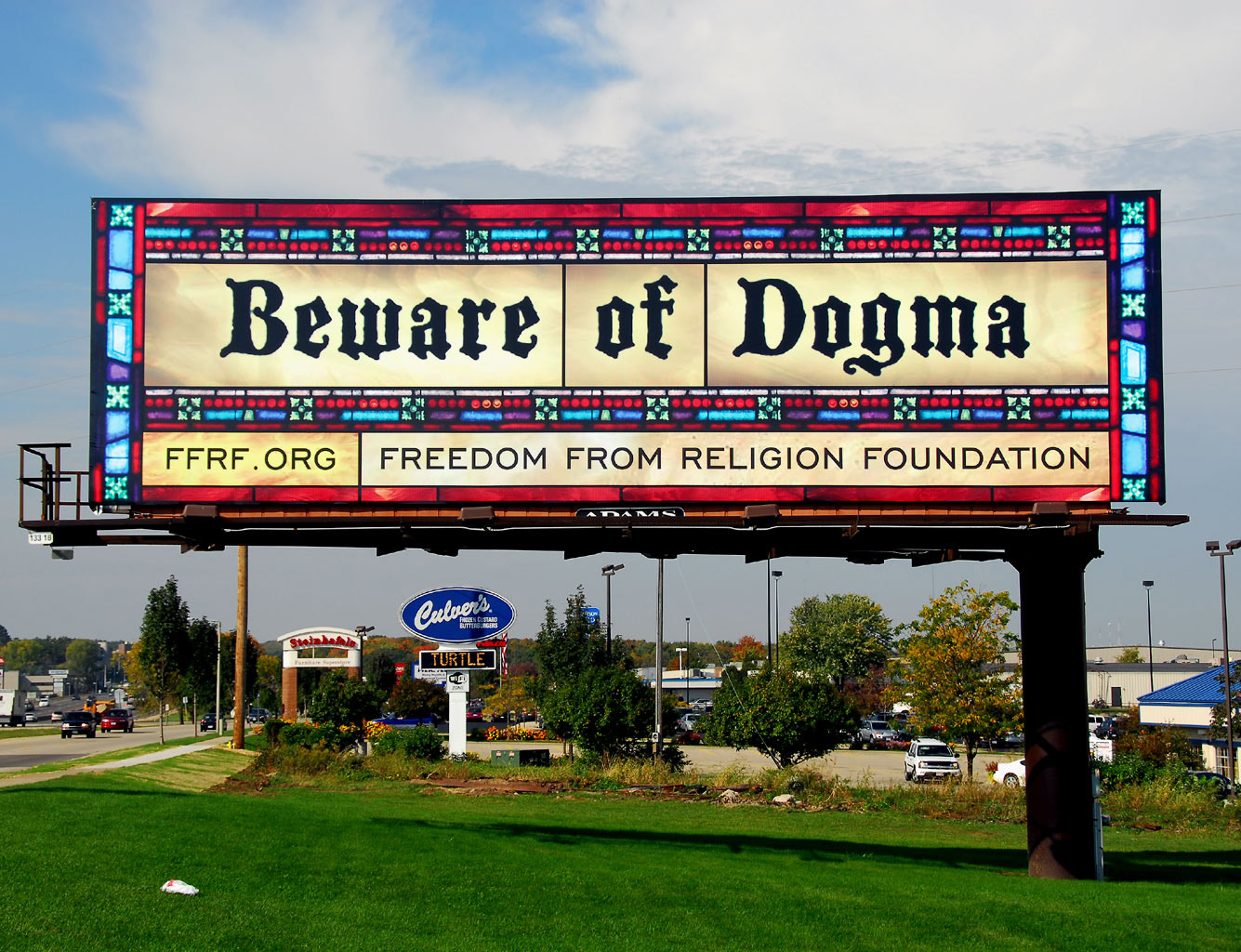
Billboard FFRF hlásající „Pozor na dogmata“

V prosinci 2007 podala FFRF jménem skupiny znepokojených obyvatel Green Bay a s odvoláním na práva všech obyvatel města vyplývající z prvního dodatku zažalovala město kvůli umístění betlému na radnici v Green Bay. Než byl případ projednán, město betlém odstranilo. Soudce poté žalobu zamítl s odkazem na nedostatek soudní pravomoci. Vzhledem k tomu, že betlém byl již odstraněn a na jeho budoucí vystavování bylo vyhlášeno moratorium, nezbyl žádný důvod k pokračování sporu. Soudce dále uvedl, že „žalobci již vyhráli. (...) Žalobci vyhráli konkrétní vítězství, které mění místní poměry.“
V roce 2011, v reakci na odmítnutí města Warren ve státě Michigan odstranit betlém v občanském centru, usilovala FFRF o umístění expozice o zimním slunovratu. Starosta žádost odmítl a FFRF podala žalobu. Soudce Zatkoff z okresního soudu USA žalobu zamítl a zamítnutí následně potvrdil v roce 2013 šestý obvodní soud USA.
V září 2011 podala FFRF spolu s Americkou unií občanských svobod (ACLU) jménem anonymních žalobců žalobu na školní obvod Giles County ve Virginii. Ve veřejných školách Giles County byl vedle kopie Ústavy USA umístěn displej s Desaterem přikázání. Před podáním žaloby, v lednu a červnu 2011, zaslaly FFRF a ACLU školní radě dopisy, v nichž žádaly o odstranění displeje. Školní inspektor nařídil, aby bylo zobrazení Desatera odstraněno. Školní rada okresu Giles County se sešla v červnu 2011 a odhlasovala zrušení rozhodnutí školního inspektora o odstranění displeje. Po podání žaloby školní rada v roce 2012 souhlasila s odstraněním displeje a zaplacením nákladů na právní zastoupení.
V listopadu 2011 guvernér státu Wisconsin Scott Walker označil vánoční strom v Kapitolu jako „vánoční strom“ místo „sváteční strom.“ FFRF, která se postavila proti předchozím snahám o navrácení názvu „vánoční strom“, se proti tomuto názvu ohradila.
V květnu 2012 FFRF na základě stížnosti jednoho z obyvatel požádala město Woonsocket ve státě Rhode Island, aby odstranilo latinský kříž z památníku z první a druhé světové války na veřejném prostranství. FFRF uvádí, že v současné době hledá v dané oblasti žalobce, kterého by mohla zastupovat pro podání žaloby, což FFRF zatím neučinila s odkazem na potíže s jiným případem, který se odehrál s jinou žalobkyní ve státě, Jessicou Ahlquistovou, ve věci Ahlquist v. Cranston.
Dne 24. července 2012, po obdržení dopisu od FFRF, rozhodla městská rada města Steubenville ve státě Ohio odstranit z městského loga obrázek kaple Krista Krále na Františkánské univerzitě ve Steubenville.[zdroj?]
V srpnu 2012 pohrozila FFRF jménem jednoho obyvatele žalobou, v níž napadla latinský kříž, který byl vystaven na vrcholu vodárenské věže ve městě Whiteville ve státě Tennessee. Poté, co FFRF napsala tři dopisy, ještě před podáním žaloby, město jedno rameno kříže odstranilo. Odstranění stálo město 4000 dolarů a v rámci urovnání zaplatilo 20000 dolarů za právní zastoupení FFRF. Město se také zavázalo, že chybějící rameno nikdy nenahradí a že na veřejný majetek nebude umisťovat další kříže.
V srpnu 2012 FFRF jménem obyvatele Montany zažalovala Lesní správu Spojených států amerických. Povolení ke zvláštnímu užívání pro umístění sochy Ježíše na federální půdě bylo uděleno v roce 1954 na žádost Kolumbových rytířů a Lesní služba toto povolení prodlužovala až do roku 2010. Když Služba odmítla obnovení, odmítli Rytíři sochu odstranit s odkazem na „tradici“ a „historickou“ hodnotu sochy. Po on-line protestech bylo uděleno povolení sochu ponechat. V únoru 2012 podala FFRF žalobu. V červnu 2013 dal federální soudce za pravdu žalovaným a povolil sochu ponechat. V srpnu 2013 podala FFRF proti rozhodnutí odvolání. Odvolací soud devátého obvodu zamítl argumenty FFRF a památník potvrdil.

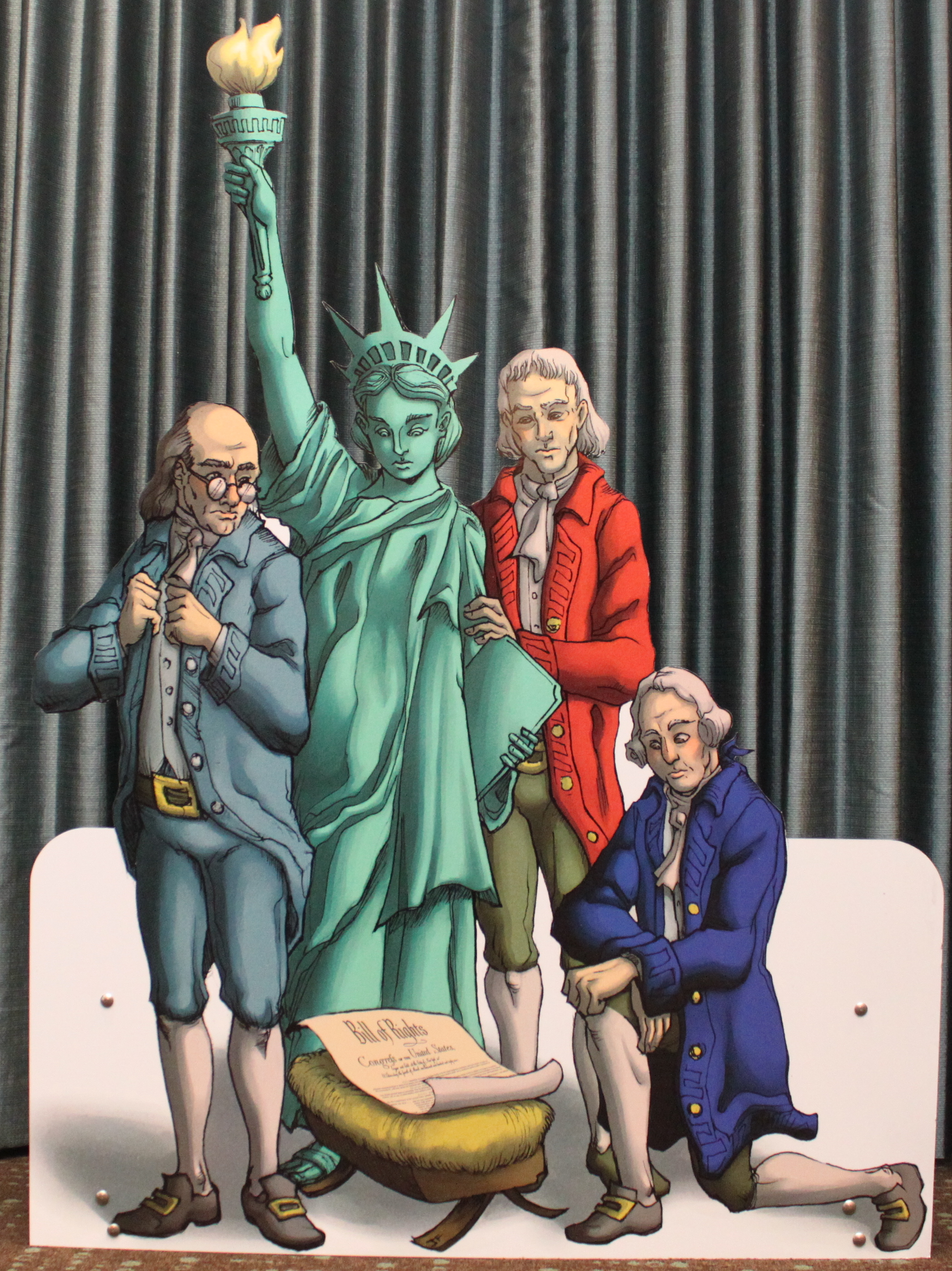
Betlém s listinou práv

V roce 2012 napsala FFRF několik dopisů restauraci Prudhommes v Columbii v Pensylvánii, v nichž vysvětlovala, že nabídka 10% slevy nedělním návštěvníkům, kteří předloží církevní bulletin, je porušením státních a federálních zákonů, konkrétně zákona o občanských právech z roku 1964. Osoba, která na tuto záležitost FFRF upozornila, podala stížnost na diskriminaci u pensylvánské komise pro lidské vztahy. FFRF se zapojila pouze jako poradce.

Pensylvánská komise pro lidské vztahy vydala konečné rozhodnutí, kterým restauraci povolila pokračovat v poskytování slevy na církevní bulletin.
Osvětlený kříž ve veřejném parku ve městě Honesdale v Pensylvánii byl v roce 2018 po stížnostech FFRF městskou částí odstraněn. Nedaleko parku postavil místní obyvatel na svém pozemku 28 metrový kříž napájený solární energií.

#### Modlitba ve státní správě/školách
V říjnu 2008 podala organizace FFRF žalobu na vládu USA kvůli zákonu, kterým se zřizuje Národní den modliteb (NDoP). V roce 2010 federální soudkyně Barbara Brandriff Crabbová rozhodla, že je protiústavní, protože se jedná o „ve své podstatě náboženské cvičení, které neslouží žádné světské funkci.“ Proti tomuto rozhodnutí se vláda USA odvolala.

V dubnu 2011 Sedmý odvolací soud USA zamítl žalobu FFRF proti NDoP s tím, že FFRF nemá právo napadnout zákon o NDoP nebo vyhlášky a že pouze prezident je dostatečně oprávněn napadnout zákon o NDoP.
FFRF v lednu 2013 po obdržení stížnosti od jednoho z obyvatel požádala městskou radu města Rapid City v Jižní Dakotě, aby zrušila svou praxi začínat každé zasedání městské rady křesťanskou modlitbou. Poté, co FFRF v únoru 2013 zaslala druhý dopis, starosta tehdy uvedl, že modlitby budou pokračovat.

### Daňový úřad

#### Výjimka pro farnosti
FFRF podala žalobu proti IRS kvůli farní výjimce, která umožňuje „služebníkům evangelia“ uplatňovat část svého platu jako příspěvek na bydlení osvobozený od daně z příjmu. Tato žaloba byla původně podána v roce 2009 v Kalifornii, následně byla stažena a znovu podána v roce 2011 ve Wisconsinu. V srpnu 2013 ministerstvo spravedlnosti argumentovalo, že vedoucí ateistické skupiny mohou mít také nárok na výjimku (jako pro farnosti). Gaylorová prohlásila „o to nám nejde“, a dále uvedla, že by vláda neměla poskytovat náboženským skupinám žádné zvláštní zacházení.

Dne 21. listopadu 2013 rozhodl federální soudce ve prospěch FFRF. V lednu 2014 podalo ministerstvo spravedlnosti odvolání k federálnímu soudu. V listopadu 2014 vydal Odvolací soud USA pro sedmý obvod své rozhodnutí, v němž dospěl k závěru, že ustanovení federálního daňového zákona, které považuje příspěvky na bydlení poskytované církvím duchovním za příjem osvobozený od daně, musí platit.

#### Volební kampaň
V listopadu 2012 podala organizace FFRF žalobu na daňový úřad za to, že neprosazuje své vlastní zákony o volební kampani. FFRF ve své žalobě citovala umístění celostránkových inzerátů Evangelizační asociace Billyho Grahama: diecézi, která požaduje, aby kněží četli prohlášení vyzývající katolíky k účasti ve volbách, a institut „Neděle svobody z kazatelny“. Skupina tvrdila, že neprosazování federálních daňových zákoníků, které zakazují náboženským organizacím osvobozeným od daní volební agitaci, je porušením prvního dodatku ústavy. Nadace uvedla, že rostoucí zapojení náboženských institucí do politiky je „zjevným a záměrným obcházením omezení volební agitace.“ IRS podal u federálního soudu návrh na zamítnutí žaloby, ale v srpnu 2013 bylo rozhodnuto, že žaloba může pokračovat s tím, že FFRF „má právo požadovat příkaz, aby IRS zacházel s náboženskými organizacemi ne příznivěji, než zachází s nadací.“ V roce 2014 federální soudce žalobu zamítl poté, co strany dosáhly dohody.

#### Formulář 990
V prosinci 2012 podala FFRF žalobu proti IRS za to, že nevyžaduje každoroční vyplňování formuláře 990 pro náboženské instituce, které je vyžadováno u všech ostatních neziskových organizací. Případ s názvem FFRF v. Werfel byl zamítnut.

## Cedule na státním kapitolu

### Florida
V prosinci 2013 bylo FFRF povoleno vyvěsit na Kapitolu (budovu, kde sídlí vládní nebo zákonodárné sbory jednotlivých členských států USA) transparent poté, co tam soukromá skupina umístila betlém.

### Illinois
Dne 23. prosince 2009 se William J. Kelly, konzervativní aktivista a kandidát na post ministra financí státu Illinois, se žalobou pokusil odstranit nápis FFRF na sváteční výstavě. Žaloba byla zamítnuta z několika důvodů, včetně toho, že žaloba narážela na zákaz diskriminace na základě obsahu podle prvního dodatku a že práva žalobce nebyla porušena.

### Washington
Deska se stejným textem jako nápis na kapitolu ve Wisconsinu byla vystavena na vánoční sezónu 2008 na kapitolu v Olympii ve státě Washington vedle betlému. Nápis byl odcizen a později nalezen a vrácen na kapitol. Přidání nápisu podnítilo velké množství jednotlivců a skupin k žádostem o další doplňky, například o festovní sloup, žádost Westboro Baptist Church o nápis „Santa Claus vás vezme do pekla“ (mimo jiné), nápis vzdávající hold Létajícímu špagetovému monstru a mnoho dalších.

### Wisconsin

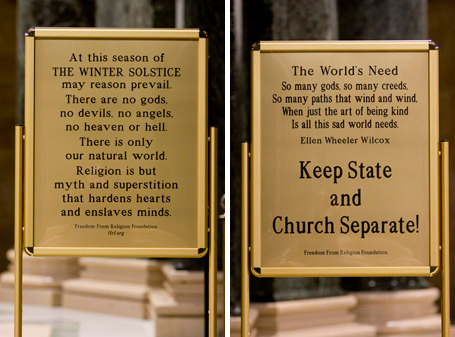
Přední (vlevo) a zadní (vpravo) strana nápisu vystaveného na kapitolu státu Wisconsin. Na ceduli ve Washingtonu je zobrazeno stejné sdělení.

FFRF udržuje během vánoční sezóny v kapitolu státu Wisconsin ceduli s nápisem:
„V tomto období ZIMNÍHO SLUNOVRATU ať zvítězí rozum.

Neexistují žádní bohové, ďáblové, andělé, nebe ani peklo.

Existuje pouze náš přirozený svět.

Náboženství je jen mýtus a pověra, která zatvrzuje srdce a zotročuje mysl.“
V roce 2013 byl přidán přírodní betlém, v němž vystupují Charles Darwin, Albert Einstein a Mark Twain jako tři mudrci, Socha svobody a astronaut jako andělé a panenka afroamerické holčičky, která má představovat, že „lidstvo se zrodilo v Africe.“

### Kapitol státu Texas
V roce 2015 požádala FFRF o umístění „sekulárního betlému“ v texaském státním kapitolu. Na scéně byla zobrazena Listina práv, tři Otcové zakladatelé, Socha svobody a nápis, který všem přál „šťastný zimní slunovrat.“ Tehdejší texaský guvernér Greg Abbott požadoval její odstranění. Po sérii právních námitek rozhodl v roce 2018 tříčlenný senát Pátého obvodního odvolacího soudu, že práva FFRF byla porušena. Soud rovněž zrušil rozhodnutí soudu prvního stupně a vrátil případ k projednání žádosti FFRF o vydání soudního příkazu.

### Rhode Island
V roce 2013 bylo FFRF po stížnostech jejích členů povoleno umístit v rotundě ceduli jako reakci na jesličky a další náboženské symboly, které jsou již v budově státu umístěny.

### Dayton, Tennesse
Dne 14. července 2017 byla v Daytonu ve státě Tennessee na trávníku okresního soudu Rhea odhalena socha Clarence Darrowa, která byla financována z daru FFRF ve výši 150 000 dolarů. Soudní budova byla místem historického Scopesova opičího procesu z roku 1925, v němž Darrow neúspěšně obhajoval učitele Johna T. Scopese, který byl shledán vinným z toho, že ve veřejné škole vyučoval evoluci v rozporu s tehdejším zákonem státu Tennessee. Socha byla umístěna jen několik metrů od sochy Williama Jenningse Bryana, Darrowova kreacionistického oponenta v procesu, která byla vztyčena v roce 2005 nedalekou Bryan College.

### Athens, Texas
V roce 2011 podala FFRF stížnost ohledně umístění betlému na pozemku soudu v okrese Henderson County. Poté, co bylo rozhodnuto, že betlém zůstane, požádala FFRF o umístění vlastního transparentu, ale okresní úředníci odmítli o jeho umístění jednat. Transparent FFRF byl na pozemek soudu umístěn bez povolení, ale brzy byl odstraněn. Na transparentu bylo uvedeno: „V tomto období zimního slunovratu nechť zvítězí rozum. Neexistují žádní bohové, ďáblové, andělé, nebe ani peklo. Existuje pouze náš přirozený svět. Náboženství je jen mýtus a pověra, která zatvrzuje srdce a zotročuje mysl.“ V dubnu 2012 okresní soudce zamítl žádost FFRF o umístění stejného transparentu na pozemek soudu.

## Akce a aktivity

### Setkání
FFRF pořádá sjezdy od roku 1977, tedy rok po vzniku skupiny a rok před jejím oficiálním zaregistrováním. Na sjezdech vystupují řečníci jako byl Christopher Hitchens a udělují se ceny za přínos k rozvoji volnomyšlenkářské komunity.

FFRF pořádá Snídaně bez modliteb, při kterých se místo chvil ticha konají podle jejích slov chvíle „božího dopuštění“, a hraje klavírní hudba spoluprezidenta FFRF Dana Barkera.

### Ceny
FFRF uděluje na podporu své činnosti a cílů celou řadu ocenění:

#### Emperor Has No Clothes Award
Cena Emperor Has No Clothes (Císař je nahý) je nejviditelnější ocenění, které FFRF uděluje od roku 1999 jako uznání za to, co nazývá „otevřeným mluvením“ o nedostatcích náboženství ze strany veřejných osobností. Mezi dřívější držitele patří:
- 1999 Steven Weinberg
- 2001 Jesse Ventura; Ted Turner; Andy Rooney; Janeane Garofaloová; George Carlin; Richard Dawkins; Katha Pollittová
- 2002 Robert Sapolsky; Steve Benson
- 2003 Penn & Teller; Roger, Pat & Melody Cleveland; Natalie Angierová
- 2004 Steven Pinker; Ron Reagan; Peter Singer; Robyn Blumnerová; Anne Nicol Gaylorová
- 2005 Oliver Sacks
- 2006 Julia Sweeneyová
- 2007 Christopher Hitchens
- 2008 Daniel C. Dennett
- 2009 Ron Reagan; Ursula K. Le Guinová; William Lobdell
- 2010 Cenk Uygur; Ayaan Hirsi Aliová
- 2011 Jerry Coyne; Charles Strouse
- 2012 Richard Dawkins
- 2013 Dan Savage; Juan Mendez
- 2014 Bart D. Ehrman; Sean M. Carroll; Donald Johanson
- 2015 Ernie Chambers; Taslima Nasrinová
- 2016 Lawrence Krauss
- 2018 Paula Poundstone; Jared Huffman; Salman Rushdie; Adam Savage
- 2019 Trae Crowder; Anthony B. Pinn

#### Atheist in Foxhole Award
Cenu Atheist in Foxhole (Ateista v zákopu) navrhl udělovat veterán z války ve Vietnamu a dlouholetý člen správní rady FFRF Steve Trunk, aby bojoval proti mýtu, že „v zákopech není nikdo ateistou“, a zejména aby ocenil aktivitu na obranu ústavního principu odluky státu od církve, který každý voják přísahal dodržovat.

Toto ocenění dosud obdrželi:
- 2006 Philip Paulson
- 2008 Jeremy Hall
- 2011 Steve Trunk
- 2015 Steven Hewett

#### Avijit Roy Courage Award
Avijit Roy Courage Award (Cena Avijita Roye za odvahu) je poctou životu a dílu bangladéšsko-amerického ateisty a spisovatele zavražděného v roce 2015 v bangladéšské Dháce islamistickými teroristy. Udělována je osobnosti, která se zasazuje o šíření racionálního a logického diskurzu, a ocení kreativní a hrdinné jedince, kteří navzdory překážkám vytrvali ve své práci na podporu vědy, logiky a humánních myšlenek.

Součástí ocenění je křišťálová plaketa a 5 000 dolarů.

Ocenění obdržel roku 2018 bangladéšský časopis Roopbaan zaměřující se na tamější LGBT scénu a v roce 2019 Avinaš Patil, který je výkonným prezidentem organizace Maharaštra Andhašrádha Nirmólan Samiti (MANS), zabývající bojem proti pověrám v Indii.

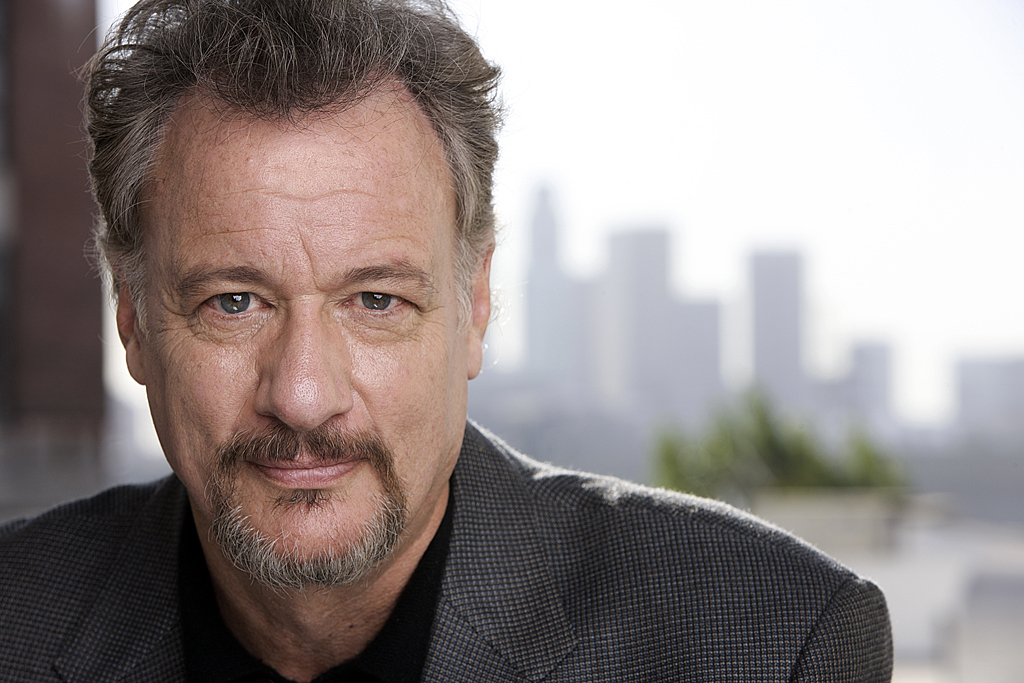
John de Lancie obdržel ocenění Clarence Darrow Award v roce 2018

#### Clarence Darrow Award
Clarence Darrow Award je ocenění pro zasloužilé stoupence svobodomyslnosti nebo odluky církve od státu.
- 2018 John de Lancie
- 2019 Jamin Ben Raskin

#### Freethinker of the Year Award
Cenu Freethinker of the Year (Volnomyšlenkář roku) vyhlásila FFRF v roce 1985. Je určena pro účastníky soudních sporů, kteří podali a vyhráli soudní spory na podporu odluky církve od státu.

Prvním oceněným nadace byl právník Ishmael Jaffree, který prokázal velkou odvahu, když jako žalobce napadl alabamský zákon podporující náboženskou meditaci ve veřejných školách. Tato výzva přinesla jeho rodině velkou proslulost a obtěžování, ale skončila důrazným rozhodnutím Nejvyššího soudu USA, který zákon zrušil.

#### Freethought Heroine Award
Cenu Freethought Heroine (Volnomyšlenkářská hrdinka), aby ocenila zvláštní přínos žen pro svobodomyslnost a boj za odluku státu a církve. První cenu Freethought Heroine Award získala v roce 1989 herečka Butterfly McQueenová, životní členka nadace, další např. Taslima Nasrinová roku 2002.

#### Nothing Fails Like Prayer Award
Cena Nothing Fails Like Prayer (Nic nezklame tak jako modlitba) je v návaznosti na rozhodnutí Nejvyššího soudu USA, který na jaře 2018 potvrdil právo na modlitbu, uděluje FFRF cenu ateistům, sekularistům a dalším volnomyšlenkářům, kteří požádají o stejný čas na přednesení sekulárních invokací.

Ocenění bylo uděleno např. v roce 2015 Brooke Mulderové za její světské provolání před městskou radou v Glendale, nebo roku 2016 Justinu Scottovi, ateistickému aktivistovi z Iowy, který místo modlitby pronesl humanistickou výzvu na zasedání městské rady v Bettendorfu a který v Senátorském klubu zkoušel prezidentské kandidáty ze znalosti jejich víry. Videa z jeho výměny názorů se stala virálními na sociálních sítích - jeho otázka „Vrchní pastýř“ na Marca Rubia byla viděna více než 15 milionkrát - a informovala o nich řada zpravodajských organizací, včetně FoxNews, ABC News, CBS News, The Washington Post a časopisu Time.

#### Student Activist Awards
Ocenění Student Activist (studentský aktivita) získává každoročně vítěz soutěže o nejlepší esej, v jejímž rámci FFRF uděluje peněžní stipendia ve výši 1000 dolarů svobodomyslným studentům středních a vysokých škol.

## Finance
V roce 2013 udělil Charity Navigator organizaci FFRF čtyřhvězdičkové hodnocení a uvedl, že FFRF měla příjmy ve výši 3 878 938 amerických dolarů, čistý přebytek (po odečtení výdajů) 1 715 563 dolarů a čistá aktiva 11 519 770 dolarů. Odměny pro spoluprezidenty, manžele Dana Barkera a Annie Laurie Gaylorovou, činily 88 700 a 86 500 dolarů (dohromady 175 200 dolarů), tedy přibližně 10 % čistého přebytku.
Podle daňového formuláře IRS-990 za rok 2011 FFRF utratila něco přes 200 000 dolarů za právní poplatky a služby, a necelý 1 milion dolarů za vzdělávání, osvětovou činnost, publikování, vysílání a akce. Část na právní poplatky je využíván především v případech podporujících odluku církve od státu, které se týkají vládních subjektů.[zdroj?]